# Noordsche Compagnie
La Noordsche Compagnie (in italiano Compagnia del Nord) è stata una compagnia commerciale olandese per la pesca alle balene creata nel 1614 ed operante sino al 1642. Poco dopo la sua fondazione, entrò in conflitto per l'area territoriale di pesca con Inghilterra, Danimarca, Francia e con altri gruppi olandesi nella medesima attività.
Divenne nota anche col nome di Groenlandse Compagnie (in italiano: Compagnia di Groenlandia), ma il nome si riferiva erroneamente non all'attuale Groenlandia bensì alle Svbvalbard che all'epoca venivano ritenute parte integrante della Groenlandia.

## Storia
Nel 1598, una balena venne spiaggiata a Wijk aan Zee. L'animale venne venduto per 126 guldens e le sue mascelle vennero trasportate a Dillenburg e donate a Jan van Nassau.
Nel 1612, viene fatta la prima menzione di una spedizione commerciale in Novaja Zemlja dopo che si era compreso che le spedizioni baleniere al Capo di Buona Speranza nell'Atlantico meridionale davano ormai poche prospettive di profitto. Willem Cornelisz van Muyden fu uno dei primi navigatori a salpare per il nord. Nel 1613, divenne comandante della Neptunus e della Fortuyn, due navi inviate allo Spitsbergen (attuali Svalbard, all'epoca considerate parte della Groenlandia) a caccia di balene. A bordo vi erano dodici o tredici balenieri baschi, specialisti nel campo. La rimanente ciurma era composta da 48 uomini dell'Olanda settentrionale.
Il 27 gennaio 1614, la Noordsche Compagnie fu di base per un periodo di due anni a Vlieland. Tymen J. Hinlopen e Jacques Nicquet furono tra i suoi primi investitori. Nel 1617 il consiglio di amministrazione venne rinnovato per altri quattro anni e nel 1622 per dodici.
La pesca alle balene veniva fatta nei mesi estivi. Le navi e le ciurme lasciavano i porti della Repubblica Olandese tra maggio e giugno. Dopo un viaggio di tre settimane giungevano alle acque dello Spitsbergen, di Jan Mayen o dell'Isola degli Orsi. In agosto, settembre o ottobre le navi facevano poi ritorno in Olanda. A Jan Mayen ed allo Spitsbergen vennero ben presto stabilite delle stazioni di pesca, di cui la più nota fu certamente Smeerenburg. Queste stazioni, oltre a fornire un rifugio per gli equipaggi, consentivano di lavorare il pesce a terra serbando così spazio nelle navi. Per anni la Noordsche Compagnie controllò il monopolio della produzione dell'olio di balena. Ad ogni spedizione, i partecipanti investivano dei capitali e poi al ritorno delle navi i profitti venivano suddivisi equamente tra gli investitori iniziali.

## Organizzazione

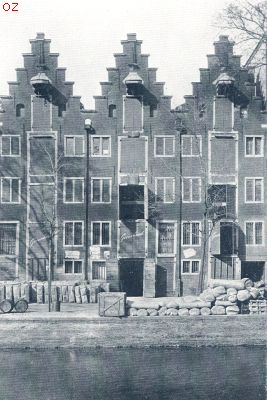
I magazzini a Keizersgracht 40-44, costruiti nel 1621. Fotografia del 1924, due anni dopo i restauri. Essi erano originariamente cinque, di cui solo questi tre sono rimasti sino ai giorni nostri

L'amministrazione della Noordsche Compagnie era composta da cinque membri. Questi erano indipendenti tra loro e collocati tra Amsterdam, Hoorn, Enkhuizen, Rotterdam e Delft. Ciascuna città aveva un proprio ufficio di rappresentanza e proprie installazioni nelle terre polari. Nel 1616 la famiglia Lampsin di Zelandia prese parte alla compagnia. Da allora anche Vlissingen, Middelburg e Veere ebbero proprie sedi. Nel 1636 vennero create anche le sedi di Harlingen e Stavoren.

## Aree di commercio
Le aree commerciali della Noordsche Compagnie si estendevano dallo Stretto di Davis alla Novaja Zemlja, nella Russia settentrionale. La compagnia non pretese mai propri territori, dal momento che essa era intenzionata a sfruttare le aree da essa frequentate solo a fini commerciali.
Inizialmente la compagnia si servì largamente di arpionieri e navigatori baschi. Oltre a balene, anche trichechi e foche erano tra le prede cacciate. L'orso polare era cacciato per la propria pelle e per il pelo. Le balene erano invece utilizzate per realizzare cornici per dipinti, bastoni da passeggio e manici di coltelli.
Michiel de Ruyter, uno dei più famosi ammiragli olandesi, prestò servizio come timoniere di una nave della Noordsche Compagnie dal 1633 al 1635.
La compagnia venne dissolta nel 1642 anche a causa della grande competizione intrapresa con altri balenieri danesi. La pesca alla balena prese così la via della privatizzazione.